# Ilya Guinzbourg
Pour les articles homonymes, voir Guinzbourg.
Ilya Iakovlevitch Guinzbourg (en russe : Илья Яковлевич Гинцбург), né le 15 (27) mai 1859 à Grodno (Empire russe) et mort le 31 janvier 1939 à Léningrad (Union soviétique), est un sculpteur russe.

## Biographie
Guinzbourg passe son enfance à Wilno et il attire l'attention du sculpteur Mark Antokolski (1843-1902) qui est comme lui issu d'une famille juive pauvre, et qui a pu par la suite construire une carrière reconnue. Il fait donc entrer le jeune garçon dans son atelier de Saint-Pétersbourg en 1870 et l'emmène avec lui en voyage d'études en Italie. Leur amitié et leur collaboration se prolonge toute la vie d'Antokolski. Le jeune Guinzbourg entre ensuite dans une école secondaire technique et à partir de 1878 à la section de sculpture de l'académie des Beaux-Arts de Saint-Pétersbourg, où il étudie dans les classes d'Alexandre von Bock (1829-1895), Laveretski (1839-1907) et Podozerov (1835-1899).
Il reçoit à sa sortie une médaille d'or en 1886 pour ses Larmes du prophète Jérémie sur les ruines de Jérusalem et la distinction d'artiste de première classe. Guinzbourg sculpte surtout des bustes et des portraits de 1900 à 1910 et des monuments funéraires (comme celui de Stassov en 1908 au cimetière de la laure Saint-Alexandre-Nevski). C'est à partir de 1910 qu'il se lance dans la création de sculptures monumentales. Il est professeur après la révolution à partir de 1918 à l'atelier de sculpture des Ateliers nationaux des artistes libres de Petrograd.
Guinzbourg est doyen de la faculté de sculpture de la Vkhoutemas de Moscou entre 1921 et 1923.

## Œuvre

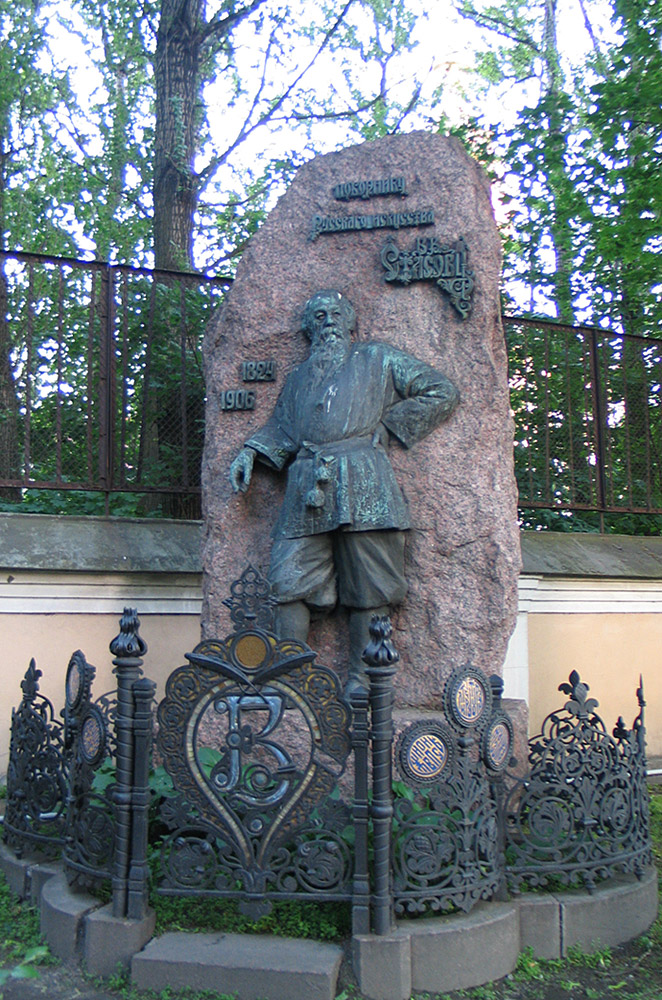
Tombe de Stassov avec sa statue sculptée par Guinzbourg

L'œuvre de Guinzbourg peut être divisée en quatre groupes :
- Statuettes de sujets enfantins, comme Le Garçon musicien (1890)
- Statuettes de bronze ou d'albâtre représentant des hommes de sciences ou de lettres de son époque, ainsi que des peintres ou des musiciens, comme Verechtchaguine au travail (1892, Galerie Tretiakov), ou Antokolski à son établi (1897), ainsi que des statuettes de Tolstoï (1891), Gorki (1894) ou Rubinstein (1898), etc.
- Travaux sur des thèmes symboliques
- Bustes, statues et monuments, comme celui de Pouchkine à Ekaterinoslav

On peut distinguer:
- Monument de Gogol à Bolchie Sorotchintsy, aujourd'hui Veliky Sorotchintsy, près de Poltava (1911)
- Statue d'Aïvazovski à Théodosie (1915)
- Statue de Plekhanov à Léningrad, aujourd'hui Saint-Pétersbourg (bronze, 1925) devant l'institut de technologie
- Statue de Mendeleïev à Léningrad (bronze, 1932)